# Minh Hưng (phường)
Minh Hưng là một phường thuộc tỉnh Đồng Nai, Việt Nam.

## Địa lý
Phường Minh Hưng có vị trí địa lý:
- Phía đông giáp xã Nha Bích.
- Phía tây và nam giáp Thành phố Hồ Chí Minh.
- Phía nam giáp phường Chơn Thành.
- Phía bắc giáp xã Tân Khai.

Phường có diện tích 99,67 km², dân số năm 2025 là 34.123 người, mật độ dân số đạt 342 người/km²..

## Lịch sử
Trước đây, Minh Hưng là một xã thuộc huyện Bình Long cũ.
Ngày 20 tháng 2 năm 2003, huyện Bình Long được chia thành hai huyện Bình Long và Chơn Thành, xã Minh Hưng chuyển sang trực thuộc huyện Chơn Thành.
Ngày 11 tháng 8 năm 2022, Ủy ban Thường vụ Quốc hội ban hành Nghị quyết số 570/NQ-UBTVQH15 về việc thành lập thị xã Chơn Thành và các phường thuộc thị xã Chơn Thành, tỉnh Bình Phước (nghị quyết có hiệu lực từ ngày 1 tháng 10 năm 2022). Theo đó, thành lập phường Minh Hưng thuộc thị xã Chơn Thành trên cơ sở toàn bộ 62,05 km² diện tích tự nhiên và 41.806 người của xã Minh Hưng.
Ngày 16 tháng 6 năm 2025, Ủy ban Thường vụ Quốc hội ban hành Nghị quyết số 1662/NQ-UBTVQH15 về việc sắp xếp các đơn vị hành chính cấp xã của tỉnh Đồng Nai năm 2025. Theo đó, sắp xếp toàn bộ diện tích tự nhiên, quy mô dân số của phường Minh Long và Minh Hưng thành phường mới có tên gọi là phường Minh Hưng.
Sau khi sáp nhập, phường Minh Hưng có 99,67 km² diện tích tự nhiên và dân số 34.123 người.